# Dainis Kūla
Dainis Elmarovits Kūla (Tukums, 28 april 1959) is een voormalige Letse atleet, die was gespecialiseerd in het speerwerpen. Hij werd olympisch kampioen en meervoudig Sovjet kampioen bij het speerwerpen. Bij internationale wedstrijden kwam hij uit voor de Sovjet-Unie. Hij nam eenmaal deel aan de Olympische Spelen en won bij die gelegenheid een gouden medaille.

## Biografie
Kūla vertegenwoordigde de Sovjet-Unie op de Olympische Spelen van 1980 in Moskou bij het speerwerpen. Hij baarde hier al tijdens de kwalificatieronde opzien, niet door zijn prestaties, maar door de manier hoe hij de finale haalde. Zijn eerste twee pogingen werden afgekeurd, doordat hij tweemaal de werplijn doorkruiste. Alles hing hierdoor van zijn derde worp af. Alhoewel deze ver was, landde de speer overduidelijk plat en niet zoals vereist met de punt in de grond. Onder druk van het thuispubliek toonde de officials een witte vlag waardoor zijn worp onterecht werd goedgekeurd. In de finale won hij een gouden medaille. Met een beste poging van 91,20 m versloeg hij zijn landgenoot Aleksandr Makarov (zilver; 89,64) en de Oost-Duitser Wolfgang Hanisch (brons; 86,72).
Op het EK 1982 in Athene werd hij vierde en op de wereldkampioenschappen atletiek 1983 in Helsinki derde. Op het WK gooide hij met 85,58 m slechts twee cm minder ver dan de Amerikaanse zilverenmedaillewinnaar Tom Petranoff. De wedstrijd werd gewonnen door de Oost-Duitser Detlef Michel in 89,48 m.
Hij bleef nog vele jaren actief. Het WK 1993 in Stuttgart was zijn laatste internationale wedstrijd. Bij dit kampioenschap behaalde hij geen noemenswaardig resultaat, omdat hij geen worp produceerde die verder kwam dan 80 meter.
In zijn actieve tijd was hij aangesloten bij Ventspils Daugava en VS Riga.

## Titels
- Olympisch kampioen speerwerpen - 1980
- Sovjet kampioen speerwerpen - 1981, 1982, 1983

## Persoonlijk record
| Onderdeel   | Prestatie | Datum | Plaats |
| ----------- | --------- | ----- | ------ |
| speerwerpen | 92,06 m   | 1980  |        |

## Palmares

### speerwerpen
- 1980:  OS - 91,20 m
- 1981:  Europacup - 88,40 m
- 1981:  Wereldbeker - 89,74 m
- 1981:  Universiade - 89,52 m
- 1982: 4e EK - 87,84 m

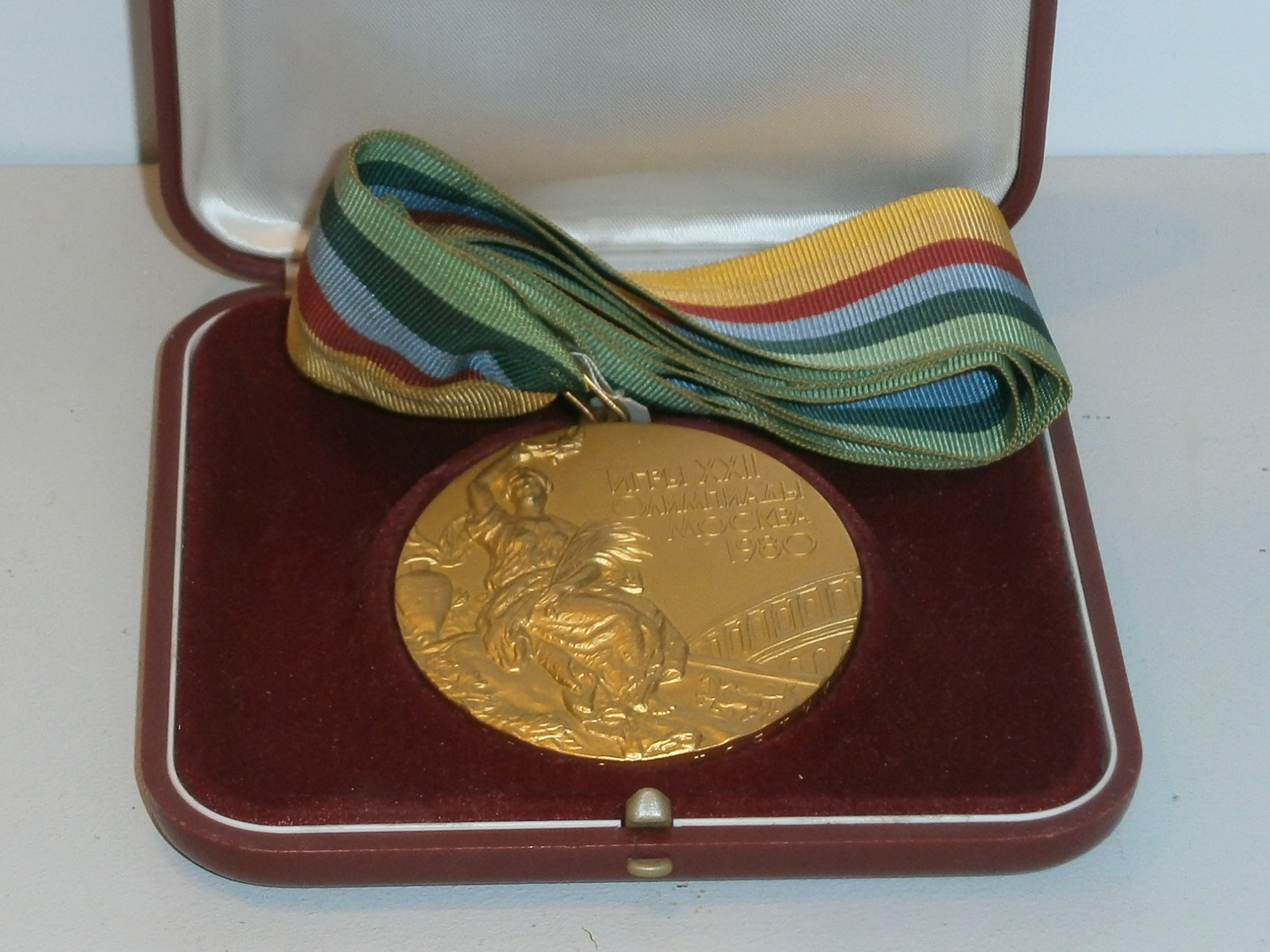
Medaille van OS 1980 in Moskou

- 1993:  Baltic Sea Games - 74,86 m
- 1983:  WK - 85,58 m
- 1983:  Universiade - 87,80 m

1908: Eric Lemming ·
1912: Eric Lemming ·
1920: Jonni Myyrä ·
1924: Jonni Myyrä ·
1928: Erik Lundqvist ·
1932: Matti Järvinen ·
1936: Gerhard Stöck ·
1948: Tapio Rautavaara ·
1952: Cyrus Young ·
1956: Egil Danielsen ·
1960: Viktor Tsyboelenko ·
1964: Pauli Nevala ·
1968: Jānis Lūsis ·
1972: Klaus Wolfermann ·
1976: Miklós Németh ·
1980: Dainis Kūla ·
1984: Arto Härkönen ·
1988: Tapio Korjus ·
1992: Jan Železný ·
1996: Jan Železný ·
2000: Jan Železný ·
2004: Andreas Thorkildsen ·
2008: Andreas Thorkildsen ·
2012: Keshorn Walcott ·
2016: Thomas Röhler ·
2020: Neeraj Chopra ·
2024: Arshad Nadeem
- World Athletics: 14358327
- Nationale Bibliotheek van Letland: 000170019
- Virtual International Authority File: 305130647